# パウロ・コスタ
パウロ・コスタ（Paulo Costa、1991年4月21日 - ）は、ブラジルの男性総合格闘家。ミナスジェライス州ベロオリゾンテ出身。ファイトレディー所属。UFC世界ミドル級ランキング13位。元Jungle Fightミドル級王者。

## 来歴
幼少期はサッカーを経験。また、ストリートで喧嘩に明け暮れ、規律を学ぶために9歳からムエタイを始める。10代の時から兄と共にブラジリアン柔術を始めるも、17歳の時に父親が咽頭がんで他界したため直ぐに中断した。数年後、紫帯を取得していた兄の指導のもとでブラジリアン柔術のトレーニングを再開。その後は母親の家計を助けるため、不動産業と情報技術の教師として働いていた。
2012年、プロ総合格闘技デビュー。
2014年3月、「The Ultimate Fighter: Brazil 3」にヴァンダレイ・シウバチーム所属で出場。

### Jungle Fight
2016年5月21日、Jungle Fightミドル級暫定王座決定戦でエドゥアルド・ラモンと対戦し、リアネイキドチョークで一本勝ちを収め王座獲得に成功した。
2016年9月3日、Jungle Fightミドル級タイトルマッチで挑戦者のアドリアーノ・バウビーと対戦し、パンチでKO勝ちを収め初防衛に成功した。

### UFC
2017年3月11日、UFC初出場となったUFC Fight Night: Belfort vs. Gastelumでギャレス・マクレランと対戦し、パウンドで1RTKO勝ち。パフォーマンス・オブ・ザ・ナイトを受賞した。
2017年11月4日、UFC 217で元UFC世界ウェルター級王者ジョニー・ヘンドリックスと対戦し、右アッパー連打で2RTKO勝ち。
2018年7月7日、UFC 226でミドル級ランキング9位のユライア・ホールと対戦し、2Rに右ボディブローでTKO勝ち。パフォーマンス・オブ・ザ・ナイトを受賞した。
2019年4月26日、米国アンチドーピング機関（USADA）がコスタに2018年8月10日から6カ月間の出場停止処分を科していたことを発表した。2017年6月3日のUFC 212と同年11月4日のUFC 217の計量後にコスタが生理食塩水と胃薬の摂取に点滴を使ったことがアンチ・ドーピング規則の禁止行為（生理食塩水と胃薬自体は禁止薬物ではないが、12時間で100mlを超える量の点滴が禁止行為）に該当したためで、それぞれの試合を管轄したブラジル・アスレチック・コミッションとニューヨーク州アスレチック・コミッションからは罰金処分のみを科せられた。
2019年8月17日、UFC 241でミドル級ランキング2位のヨエル・ロメロと対戦し、壮絶な打撃戦を繰り広げ、3-0の判定勝ち。キャリア初の判定決着となり、ファイト・オブ・ザ・ナイトを受賞した。
2020年3月23日、米国アンチドーピング機関（USADA）が2017年6月2日と11月3日にコスタに禁止行為の点滴を勧めて処方したブラジルの医師に2年間の資格停止処分を科したことを発表した。
2020年9月27日、UFC 253のUFC世界ミドル級タイトルマッチで王者イスラエル・アデサンヤに挑戦。1Rから蹴りで試合のペースを握られると、2Rにテンプルへの左フックでダウンを奪われパウンドでTKO負け。王座獲得に失敗し、キャリア14戦目にして初黒星を喫した。尚、無敗の選手同士がタイトルマッチで対戦したのは、男子の試合では2009年のUFC 98で行われたラシャド・エヴァンス対リョート・マチダ以来、UFC史上2度目となった。
2021年10月23日、UFC Fight Night: Costa vs. Vettoriでミドル級ランキング5位のマーヴィン・ヴェットーリとライトヘビー級契約で対戦し、0-3の5R判定負け。当初はミドル級でヴェットーリと対戦予定であったが、コスタの要望によりミドル級から195ポンドのキャッチウェイト、さらに最終的にライトヘビー級へ変更され、コスタのファイトマネーから20%をヴェットーリに譲渡する条件で行われた。
2022年8月20日、 UFC 278で元UFC世界ミドル級王者ルーク・ロックホールドと対戦し、3-0の判定勝ち。ファイト・オブ・ザ・ナイトを受賞した。
2024年2月17日、UFC 298でミドル級ランキング3位の元UFC世界ミドル級王者ロバート・ウィテカーと対戦し、0-3の判定負け。
2024年6月1日、UFC 302でミドル級ランキング1位の元UFC世界ミドル級王者ショーン・ストリックランドと対戦し、1-2の5R判定負け。

## ファイトスタイル
ミドル級屈指のハードパンチャーで、パンチでの打ち合いに滅法強く、KO・TKO率は78%を誇る。爆発的な攻撃力に加えて、攻撃を相手の顔面とボディーの上下に的確に散らし、パンチでの打ち合いの中でキックを織り交ぜるなどクレバーな面も併せ持つ。また、80%に達する高いテイクダウンディフェンス率を持つ。

## 人物・エピソード
- ニックネームのジ・イレイサー（消しゴム）はトレーニングでゴムのような弾力のある動きを見せたことから付けられた[1]。
- 筋骨隆々の肉体を持ち、ミドル級の選手でありながら通常体重は107kg前後ある[17][18]。また、UFC 241では前日計量時の体重186ポンド（84.3kg）から試合当日の体重213.8ポンド（96.9kg）まで27.8ポンド（12.6kg）の驚異的なリカバリーを行った[19]。

## 戦績
| 総合格闘技 戦績 | 総合格闘技 戦績 | 総合格闘技 戦績 | 総合格闘技 戦績 | 総合格闘技 戦績 | 総合格闘技 戦績 | 総合格闘技 戦績 |
| --------------- | --------------- | --------------- | --------------- | --------------- | --------------- | --------------- |
| 19 試合         | (T)KO           | 一本            | 判定            | その他          | 引き分け        | 無効試合        |
| 15 勝           | 11              | 1               | 3               | 0               | 0               | 0               |
| 4 敗            | 1               | 0               | 3               | 0               | 0               | 0               |

| 勝敗 | 対戦相手                             | 試合結果                         | 大会名                                                            | 開催年月日     |
| ○    | ロマン・コプィロフ                   | 5分3R終了 判定3-0                | UFC 318: Holloway vs. Poirier 3                                   | 2025年7月19日  |
| ×    | ショーン・ストリックランド           | 5分5R終了 判定1-2                | UFC 302: Makhachev vs. Poirier                                    | 2024年6月1日   |
| ×    | ロバート・ウィテカー                 | 5分3R終了 判定0-3                | UFC 298: Volkanovski vs. Topuria                                  | 2024年2月17日  |
| ○    | ルーク・ロックホールド               | 5分3R終了 判定3-0                | UFC 278: Usman vs. Edwards 2                                      | 2022年8月20日  |
| ×    | マーヴィン・ヴェットーリ             | 5分5R終了 判定0-3                | UFC Fight Night: Costa vs. Vettori                                | 2021年10月23日 |
| ×    | イスラエル・アデサンヤ               | 2R 3:59 TKO（左フック→パウンド） | UFC 253: Adesanya vs. Costa 【UFC世界ミドル級タイトルマッチ】     | 2020年9月27日  |
| ○    | ヨエル・ロメロ                       | 5分3R終了 判定3-0                | UFC 241: Cormier vs. Miocic 2                                     | 2019年8月17日  |
| ○    | ユライア・ホール                     | 2R 2:38 TKO（右ボディブロー）    | UFC 226: Miocic vs. Cormier                                       | 2018年7月7日   |
| ○    | ジョニー・ヘンドリックス             | 2R 1:23 TKO（右アッパー）        | UFC 217: Bisping vs. St-Pierre                                    | 2017年11月4日  |
| ○    | オルワレ・バンブーシェ               | 2R 1:06 TKO（パウンド）          | UFC 212: Aldo vs. Holloway                                        | 2017年6月3日   |
| ○    | ギャレス・マクレラン                 | 1R 1:17 TKO（パウンド）          | UFC Fight Night: Belfort vs. Gastelum                             | 2017年3月11日  |
| ○    | アドリアーノ・バウビー               | 1R 3:25 KO（パンチ）             | Jungle Fight 90 【Jungle Fightミドル級タイトルマッチ】            | 2016年9月3日   |
| ○    | エドゥアルド・ラモン                 | 1R 2:40 リアネイキッドチョーク   | Jungle Fight 87 【Jungle Fightミドル級暫定王座決定戦】            | 2016年5月21日  |
| ○    | ブルーノ・アシス                     | 1R 1:17 TKO（パンチ連打）        | Jungle Fight 84                                                   | 2015年12月5日  |
| ○    | ヴァグネル・シウバ                   | 1R 4:37 TKO（パンチ連打）        | Face to Face 11: Borrachinha vs. Wagnao 【FTFミドル級王座決定戦】 | 2015年4月24日  |
| ○    | ジェルソン・コンセイソン             | 1R終了時 TKO（ドクターストップ） | Face to Face 9: Big Monster vs. Gigantinho                        | 2014年12月19日 |
| ○    | ファビオ・モレイラ                   | 1R 1:26 TKO（パンチ連打）        | BH Fight: MMA Grand Prix                                          | 2013年11月1日  |
| ○    | アジミウソン・ボルジェス・ドゥアルチ | 1R 0:32 TKO                      | Upper Fight: MMA Championship 2                                   | 2013年6月15日  |
| ○    | テオ・エステベス                     | 1R 2:08 TKO（パンチ連打）        | MMA Total Combat: Santa Luzia                                     | 2012年2月5日   |

## 獲得タイトル
- FTFミドル級王座（2015年）
- Jungle Fightミドル級暫定王座（2016年）
- 第5代Jungle Fightミドル級王座（2016年）

## 表彰
- UFC ファイト・オブ・ザ・ナイト（2回）
- UFC パフォーマンス・オブ・ザ・ナイト（2回）